# Hidrodoe

Hidrodoe is een interactief doe-centrum over water in het Netepark in Herentals, dat volledig gewijd is aan het thema water. Het is een onderdeel van watermaatschappij Pidpa. Het is geen museum in de strikte zin van het woord, maar een echt doe-centrum waar de bezoeker overal mag aankomen en zelf mag experimenteren. Door te experimenteren met meer dan 150 denk- en doe-opstellingen over water kunnen de bezoekers, en vooral de kinderen, meer te weten komen over water. De 4D-film 'Teruggespoeld' neemt de bezoeker mee door de waterleidingen als was hij zelf een waterdruppel. In de Waterwereld ontdekt de bezoeker water in al zijn facetten met allerlei experimenten. In de Blauwe Watertuin volg je de weg van een druppel water van bron tot gebruik ervan. Je leert dat water kostbaar en schaars is. In de Watermaker leert de bezoeker onder andere over het waterverbruik, hoe water zuiver te houden en hoe een watertoren werkt. 
Hidrodoe is een inspiratiehub voor innovatieve en duurzame technieken, zoals de BluElephants, een warmtepomp die werkt via thermische energie uit drinkwater (TED).

## Missie en doelstellingen
Hidrodoe streeft ernaar bezoekers bewust te maken van de waarde van water in diverse contexten—economisch, cultureel, chemisch, fysisch en historisch. Het centrum bevordert levenslang leren en duurzaamheid door middel van interactieve tentoonstellingen en educatieve programma's.
Het wil mensen inspireren om duurzaam met water om te gaan en promoot het drinken van kraanwater. 

## Tentoonstellingen en activiteiten
Bezoekers van Hidrodoe kunnen deelnemen aan meer dan 150 interactieve experimenten die verschillende aspecten van water onderzoeken en tonen. Hoogtepunten zijn onder andere:
- De Waterwereld: Een zone met experimenten zoals het maken van een reuze draaikolk, het bedienen van sluizen, watervoetbal spelen, in een zeepbel gaan staan, op een Romeins toilet gaan zitten, diep in de oceaan duiken met VR, een bever aaien, je hoofd tussen de vissen steken, verhalen uit de woestijn beluisteren, op de waterpaswip balanceren en zoveel meer.
- De Watermaker: Een interactieve zone die het proces van drinkwaterzuivering toont, waar je leert wat de juiste keuzes zijn om je waterverbruik te verminderen, hoe je water zuiver kan houden, hoe een watertoren werkt, wat je wel en niet in een toilet mag gooien, ...
- 4D-film "Teruggespoeld": Een 4D filmervaring die bezoekers meeneemt op een reis als waterdruppel door het waterzuiveringssysteem.
- Blauwe Watertuin: Een buitengedeelte waar bezoekers spelenderwijs leren over de watercyclus en duurzaam watergebruik.

## Educatieve programma's
Hidrodoe biedt educatieve programma's aan voor scholen, voornamelijk voor het basisonderwijs. 
Ook wateronderzoek wordt aangeboden aan scholen. Daarbij onderzoeken de leerlingen de kwaliteit van het water via de macro-invertebraten die ze vinden.

## Toegankelijkheid en faciliteiten
Het centrum is rolstoeltoegankelijk en biedt voorzieningen voor bezoekers met speciale behoeften. Er is een visueel stappenplan beschikbaar via Toerisme voor Autisme. Twee maal per jaar wordt een prikkelarme dag georganiseerd. 
Voor mensen met een kleine portemonnee gelden speciale tarieven via Iedereen Verdient Vakantie en UITPas.  
Daarnaast zijn er faciliteiten zoals een Watercafé en een Waterwinkel waar bezoekers kunnen ontspannen en souvenirs kunnen aanschaffen. 
Hidrodoe is zowel binnen als buiten volledig rookvrij. 

## Locatie en bereikbaarheid
Hidrodoe is gelegen in het Netepark in Herentals, in de provincie Antwerpen. Het centrum is bereikbaar met het openbaar vervoer en beschikt over parkeergelegenheid voor auto's aan de parking op de Vorselaarsebaan. Via Via een wandeling van 10 minuten langs het wandelpad in het bos bereik je Hidrodoe. 
Fietsen en mensen met een beperking hebben parkeerplaatsen aan Hidrodoe zelf.

## Openingsuren
- Van september tot en met juni:
  - Geopend: maandag, dinsdag, donderdag, vrijdag en zondag van 9:30 tot 17:00 uur
  - Gesloten: woensdag en zaterdag
- In juli en augustus:
  - Geopend: alle dagen van de week (7/7) van 9:30 tot 17:00 uur

## Sluitingsdagen
Hidrodoe is gesloten op de volgende dagen:
- 1 januari (Nieuwjaarsdag)
- Paasdag
- Eerste volledige week van september (maandag tot en met zondag)
- 24 december (Kerstavond)
- 25 december (Kerstmis)
- 31 december (Oudejaarsdag)

## Bezoekduur en tickets
Voor een bezoek aan Hidrodoe wordt een tijdsduur van 2 à 3 uur aangeraden. Verschillende combinaties om er een daguitstap van te maken zijn mogelijk. https://www.hidrodoe.be/plan-je-dag/combinaties
Het is mogelijk om tickets online aan te schaffen via de officiële website: www.hidrodoe.be, koop-je-ticket.

## Historie
Hidrodoe werd opgericht door PIDPA, de watermaatschappij van de provincie Antwerpen. Hidrodoe werd officieel geopend voor het publiek op Wereldwaterdag 23 maart 2003.

## Activiteiten
Enkele activiteiten zijn
- XL draaikolk
- geiser
- waterkookfiets
- zeepbellen
- watervoetbal
- rivier
- waterparaplu
- wolkenmaker
- reuze glijbaan
- buizen leggen
- bellenrace